# IC 957
IC 957 — галактика типу NF (в процесі підтвердження) у сузір'ї Центавр.
Цей об'єкт міститься в оригінальній редакції індексного каталогу.